# Rokicki Dwór
Rokicki Dwór (deutsch Neuhof, kaschubisch Nowi Dwór) ist eine kleine kaschubische Siedlung in der 
polnischen Woiwodschaft Pommern. Sie gehört zur Gemeinde Czarna Dąbrówka (Schwarz Damerkow) im Powiat Bytowski (Kreis Bütow).

## Geographische Lage und Verkehrsanbindung
Rokicki Dwór liegt einen Kilometer nördlich der Woiwodschaftsstraße 211 zwischen Czarna Dąbrówka und Gowidlino. Bis 1945 bestand Bahnanschluss über die Station Helenenhof (heute polnisch: Kostroga) an der dann weitgehend stillgelegten Bahnstrecke Lauenburg–Bütow (Lębork-Bütow).

## Geschichte
Die ehemals Neuhof genannte Siedlung gehörte früher zur Gemeinde Groß Rakitt (Rokity). Nach 1905 wurde Neuhof zusammen mit den Ortschaften Hermannshof (Niklice), Johannishof (Sobolewo) und Wildbergshof (Rokicki Las) von Groß Rakitt abgetrennt und zur Gemeinde Neurakitt zusammengelegt. Sie gehörte bis 1945 zum Amts- und Standesamtsbereich Bochowke (polnisch: Bochówko) im Landkreis Stolp im Regierungsbezirk Köslin der preußischen Provinz Pommern.
Im Jahre 1945 wurde Neuhof unter der Bezeichnung Rokicki Dwór polnisch und gehört jetzt zum Schulzenamt Rokity (Groß Rakitt) in der Gmina Czarna Dąbrówka im Powiat Bytowski der Woiwodschaft Pommern (1975 bis 1998 Woiwodschaft Słupsk).

## Kirche
Kirchlich war Neuhof vor 1945 in das evangelische Kirchspiel Groß Rakitt (polnisch: Rokity) der Kirche der Altpreußischen Union eingepfarrt. Heute ist der Ort Teil der katholischen Pfarrei Rokity im Bistum Pelplin der Katholischen Kirche in Polen. Evangelischerseits ist Rokicki Dwór an die Kreuzkirchengemeinde in Słupsk (Stolp) angegliedert.

## Schule
Schulisch war Neuhof vor 1945 der Volksschule in Neurakitt (Rokiciny) zugeordnet.